# Negerkust
Negerkust är en reseskildring av Artur Lundkvist utgiven 1933.
Boken är baserad på en artikelserie för Dagens Nyheter som Lundkvist hade bett om att få skriva. Den skildrar en resa till Sydafrika, Tanganyika, Portugisiska Östafrika och Zululand i sydöstra Afrika. Det var Lundkvists första längre resa och Negerkust hans första reseskildring.
I sin självbiografi skriver Lundkvist att resan inte blev vad han tänkt sig. Han mötte "socialt elände och motbjudande kolonialism i stället för tillgodoseende av primitivistiska önskedrömmar". I stället för en "uppgörelse med primitivism och sexualromantik" innebar Negerkust en "begynnande omorientering, ett inträngande av nytt verklighetsmaterial i min föreställningsvärld" och en "antiromantisk lektion i kolonialvärldens realiteter".
Boken återutgavs 1952 i Bonniers folkbibliotek med ett förord av författaren.